# Чорногірка
Чорногі́рка (в минулому — Гелененталь або Елененталь) — село в Україні, у Березівської міської громади Березівського району Одеської області. Населення становить 507 осіб.
Адміністративна одиниця — село Чорногірка — фактично складається з двох частин: власне Чорногірки, та сусіднього (приблизно за 1 км) села Оленівки (станом на 1967 рік с. Оленівка включене в смугу с. Чорногірка).

## Історія
Чорногірка зародилася як поселення колоністів — вихідців з Чорногорії у 1817 році, з назвою Цетін (Цетин, Цетине). Поселення не розвинулося, і через кілька років, коли було скасовано статус колонії (а з ним — податкові пільги), колоністи покинули ці землі. Пізніше (орієнтовно у 1837 році) тут було засновано поселення вихідців з Німеччини. Воно отримало назву Хелененталь (Helenental).
Станом на 1886 у німецькій колонії Нейфрейденталь, центрі Нейфрейдентальської волості Одеського повіту Херсонської губернії, мешкало 459 осіб, налічувалось 50 дворових господарств, існував лютеранський молитовний будинок.

## Населення
Згідно з переписом 1989 року населення села становило 488 осіб, з яких 231 чоловік та 257 жінок.
За переписом населення 2001 року в селі мешкало 507 осіб.

### Мова
Розподіл населення за рідною мовою за даними перепису 2001 року:
| Мова       | Чисельність | Відсоток |
| ---------- | ----------- | -------- |
| українська | 472         | 93,10%   |
| румунська  | 14          | 2,76%    |
| російська  | 13          | 2,56%    |
| гагаузька  | 7           | 1,38%    |
| болгарська | 1           | 0,20%    |
| Усього     | 507         | 100%     |

## Історичні пам'ятки
У центрі села досі знаходиться будівля лютеранської кірхи, зведена з блоків вапняку, на який багата місцевість. Від радянських часів і понині там розташовуються сільська бібліотека, відділ поштового зв'язку та фельдшерсько-акушерський пункт. Віднедавна частина споруди добудована і відведена православній церкві.
Ще однією з пам'яток минулого є насипані греблі, які перетинають у кількох місцях балку, що простяглась уздовж села. Між двома з них і знаходиться нині ставок. Інші греблі на сьогодні мають проломи, через які балкою прямують струмки з джерел і потоки весняної талої води.

## Сучасність
Практично всі етнічні німці Чорногірки виїхали (чи були вивезені) у період фашистської окупації в ході Великої Вітчизняної війни.
Сучасну назву Чорногірки пов'язують з переселенцями з Чорногорії (до речі, за кілька кілометрів розташоване село Сербка Березівського району), які колись проживали у цій місцевості.